# Староиликово (Благовещенский район)
Староиликово (баш. Иҫке Илек) — село в Благовещенском районе Республики Башкортостан Российской Федерации. Центр Иликовского сельсовета.

## География

### Географическое положение
Расстояние до:
- районного центра (Благовещенск): 44 км,
- ближайшей ж/д станции (Загородная): 60 км.

## История

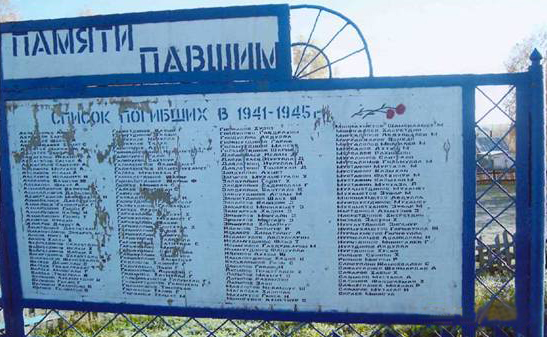
Погибшие 162 жителя села

Деревня была образована на вотчинной земле башкир Каршинской волости в первой половине XVIII века, а может даже и раньше. По некоторым сведениям, в 1713 году башкиры заключили договор с мишарям, среди которых были Ибрай Байбаков, Сюнель Акбулатов, Роман Келамаев и другие. Впоследствии в деревне селились и татары, а через какое-то время все жители перешли в этносословную категорию тептярей. Есть сведения, что 16 человек из Иликово участвовали в крестьянской войне 1773—1775 гг.
По последней ревизии в деревне проживало 295 душ мужского пола. В 1870 году в деревне насчитывалось 98 дворов и 709 человек, были отмечены мечеть и училище (возможно мектеб). Крестьяне образовывали самостоятельное Иликовское сельское общество, но надельная земля находилась в общем владении с деревнями Биштиново и Кургаш-Тамак.
В 1895 году насчитывалось уже 218 дворов и 1198 человек, были отмечены две бакалейные лавки, а из учебных заведений — мектеб и земская мужская русско-башкирская школа.
В начале XX века деревня стала называться Старо-Иликово, тогда же в деревне появилась вторая мечеть. В 1909 году в земской школе обучалось 28 детей.
К 1913 году муллой первой мечети был Шамсувар Абдулкубаров, второй мечети — Саит Галий Якупович Гайнуллин.
В 1917 году насчитывалось 357 домохозяйств и 2121 человек (1717 тептярей и 404 башкир). В школе работали пять учителей — Н. В. Юсупов, М.Ураева, Урманова, Блинова, и Терегулова. С 1918 года Староиликово является административным центром Иликовского сельсовета. Первым председателем был избран местный крестьянин Шарафутдин Валишин.
В марте 1919 в деревне останавливались колчаковцы, они расстреляли шесть человек за связь с красными. Летом того же 1919 года была образована партийная ячейкаиз семи человек, возглавил которую Хазинур Галинуров. В 1927 году создается комсомольская ячейка, а в феврале 1929 — колхоз «В.И.Л. (Владимир Ильич Ленин)».
В 1930 году в Староиликово появился первый трактор «Фордзон».
В ходе Великой Отечественной войны погибли 87 жителей села.

В период позднего СССР в селе был открыт дом культуры с библиотекой.

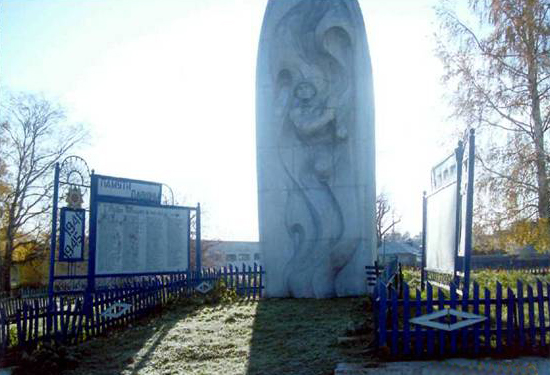
Памятник жителям, погибшим в Великой Отечественной войне

## Население
| 2002 | 2009 | 2010 |
| ---- | ---- | ---- |
| 422  | ↗439 | ↘356 |

Национальный состав
Согласно переписи 2002 года, преобладающая национальность — башкиры (87 %), ерзяне..

## Известные уроженцы
- Шайнуров, Фарит Валинурович (1934—1987), мотогонщик, заслуженный мастер спорта СССР по мотоциклетному спорту[6]